# Topacio
Topacio est une telenovela venezuelienne diffusée en 1984 - 1985 par RCTV.

## Distribution
- Grecia Colmenares : Topacio
- Víctor Cámara : Jorge Luis Sandoval
- Amalia Pérez Díaz : Domitila
- Carlos Márquez : Aurelio Sandoval
- Cecilia Villarreal : Blanca
- Henry Zakka : Doctor Andrade
- Mahuampi Acosta : Eulalia
- Carlos Cámara Jr. : Cirilo "El Bobo"
- Jeannette Rodríguez : Yolanda
- Pedro Lander : Evelio Mercedes Montero
- Alberto Álvarez (acteur) : Índio Caraballo
- Nohely Arteaga : Valeria
- Arturo Calderón : Fermín
- Carolina Cristancho
- Zoe Ducós : Sor Piedad
- Freddy Escobar : Humberto
- Lino Ferrer : Alberto
- Chony Fuentes : Hilda
- Alberto Marín : Dr. Martín Buitrago
- Rosario Prieto : Doña Pura
- Lourdes Valera : Violeta
- Carlos Villamizar
- Carlos Montilla : Rafaelote
- Carlos Fraga : Jairo
- Olga Rojas
- Soraya Sanz
- Lucia Concalves
- Sebastián Falco

## Diffusion internationale
| Pays      | Chaîne               | Titre   | Série première   |
| --------- | -------------------- | ------- | ---------------- |
| Venezuela | RCTV                 | Topacio | 10 novembre 1984 |
| Chili     | TVN                  | Topacio | 1988             |
| Chili     | La Red               | Topacio | 1992             |
| Espagne   | Telecinco            | Topacio |                  |
| Espagne   | Canal Sur Televisión | Topacio |                  |
| Colombie  | Canal Uno            | Topacio |                  |
| Colombie  | Caracol Televisión   | Topacio |                  |
| Équateur  | Ecuavisa             | Topacio | 1995             |
| Équateur  | TC Televisión        | Topacio | 2010             |
| Argentine | Canal 9 Libertad     | Topacio |                  |
| Brésil    | SBT                  | Topacio | 1992             |
| Italie    | Lady Channel         | Topacio |                  |
| Indonésie | Vision2              | Topacio |                  |
| Honduras  | Canal 11             | Topacio |                  |

## Versions
- Esmeralda (1970), réalisé par Grazio D'Angelo, produit par José Enrique Crousillat pour Venevisión; avec Lupita Ferrer et José Bardina.
- Esmeralda (1997), réalisé par Beatriz Sheridan, produit par Salvador Mejía pour Televisa; avec Leticia Calderón et Fernando Colunga.
- Esmeralda (2004), réalisé par Henrique Zambelli et Rogério García, produit par Jacques Lagôa, Henrique Martins et Luiz Antônio Piá pour SBT; avec Bianca Castanho et Cláudio Lins.